# Foresight (Schiff, 1935)
HMS Foresight (H68) war ein Zerstörer der F-Klasse der britischen Royal Navy. Im Zweiten Weltkrieg wurde der Zerstörer mit den Battle Honours „Atlantic 1941“, „Mediterranean 1941“, „Malta Convoys 1941–42“ und „Artic 1942“ ausgezeichnet.
Während der Operation Pedestal zur Versorgung Maltas wurde die Foresight von italienischen Torpedobombern des Typs SM.79 am 12. August 1942 am Heck getroffen. Das manövrierunfähige Schiff wurde durch die Tartar nach der Übernahme der Besatzung versenkt.

## Geschichte des Schiffes
HMS Foresight war einer der beiden bei Cammell, Laird & Company in Birkenhead am River Mersey gebauten Zerstörer der F-Klasse. Die Kiellegung des Schiffes erfolgte am 21. Juli 1933 vier Tage nach dem auf der gleichen Bauwerft begonnenen Schwesterschiff Fearless. Vom Stapel lief der Zerstörer dann am 29. Juni 1934 nach der Fearless, dem Leader Faulknor sowie der Forester bei White und den Palmers-Zerstörern Fame und Firedrake. Die drei letztgenannten waren am Vortag vom Stapel gelaufen. In Dienst gestellt wurde Foresight am 15. Mai 1935 als fünftes Schiff der Klasse nach Fearless, Forester, Fame und Fortune von John Brown. Die restlichen vier Schiffe der F-Klasse folgten bis zum 21. Juni 1935.

Fearless und Foresight waren die ersten Nachkriegs-Zerstörerneubauten der Bauwerft Cammell Laird, die 1895 erstmals (Torpedoboot-)Zerstörer an die Royal Navy geliefert hatte.
Die Foresight war das fünfte Schiff der Navy seit 1570, das diesen Namen trug. Letzter Namensträger war von 1905 bis 1920 ein Scout-Kreuzer der Sentinel-Klasse nach einem Entwurf seiner Bauwerft Fairfield.

### Einsatzgeschichte
Zusammen mit ihren Schwesterschiffen bildete die Foresight zunächst die 6., 1939 in 8. umbenannte Zerstörerflottille, die der Home Fleet zugeordnet war.
Nach dem Kriegsbeginn verblieb das Schiff bei der Home Fleet. Im Jahr 1940 wurde der Zerstörer dann bei der versuchten Abwehr der deutschen Landung in Norwegen (Unternehmen Weserübung) zur Deckung von Schiffen der Home Fleet eingesetzt.
Zwei Monate später wies die Admiralität Foresight der neu gebildeten Force H zu, die in Gibraltar stationiert war. Erste Aufgabe des neuen Verbandes war die Neutralisierung der französischen Marine in Mers-el-Kébir (Operation Catapult). Im September 1940 wurde das Schiff bei dem gescheiterten Versuch, Dakar zu besetzen (Operation Menace), eingesetzt; dabei gelang es, gemeinsam mit Inglefield das französische U-Boot Persée zu versenken. Durch Treffer einer Küstenbatterie wurde das Schiff selbst beschädigt. Anschließend nahm es an der Besetzung von Französisch-Kamerun durch frei-französische und britische Truppen teil.
Im folgenden Jahr war der Zerstörer immer wieder mit der Force H im Mittelmeer im Einsatz. Er diente als Eskorte für Flugzeugträger, von denen Jagdflugzeuge nach Malta geflogen wurden, und für Konvois, die meist Kriegsmaterial für die britischen Truppen in Nordafrika und Versorgungsgütern für Malta transportierten. Dabei wurde das Schiff auch als schneller Minensucher genutzt.
Bei einem Vorstoß in den Atlantischen Ozean im Zuge der Suche nach deutschen Versorgern im Anschluss an die Versenkung des Schlachtschiffs Bismarck gelang es der Foresight zusammen mit dem Zerstörerführer Faulknor und ihren Schwesterschiffen Forester, Fearless und Foxhound am 18. Juni 1941, das deutsche U-Boot U 138 westlich von Kap Trafalgar zu versenken.
Im Anschluss daran lag der Einsatzschwerpunkt des Zerstörers wiederum im Mittelmeer als Teil der Sicherung für Malta-Konvois.
Ab Anfang des Jahres 1942 diente die Foresight jedoch mehrfach als Eskorte von Kreuzern und Schlachtschiffen der Fernsicherung von Nordmeergeleitzügen, welche die Sowjetunion mit Kriegsmaterial belieferten. In einem Gefecht mit den deutschen Zerstörern Z 24 und Z 25 wurde sie dabei im April beschädigt. Kurze Zeit später musste sie den nicht mehr fahrfähigen Leichten Kreuzer Edinburgh versenken. Dieser hatte 4,5 t Gold an Bord, mit denen die Sowjetunion geliefertes Kriegsmaterial bezahlt hatte.

### Das Ende derForesight
In der Jahresmitte war der Zerstörer wieder im Mittelmeer als Geleitfahrzeug bei der Operation Pedestal eingesetzt. Bei einem Angriff italienischer Torpedobomber des Typs SM.79 wurde die Foresight am 12. August 1942 nördlich von Bône von einem Torpedo am Heck getroffen. Sie wurde von der Tartar versenkt, da keine Chance bestand, das schwerbeschädigte Schiff in einen britischen Hafen zu schleppen. Nach der Übernahme der 181 Überlebenden torpedierte der Tribal-Zerstörer den Havaristen, der auf der Position 37° 40′ N, 10° 0′ O sank.